# Pure
Pure е третият студиен албум на германската група No Angels. Излиза на пазара на 25 август 2003 г. Достига до първо място в Германия, продаден в над 100 хиляди копия и получава златна сертификация. От него са издадени 3 сингъла No Angel (It's All in Your Mind), Someday и Feelgood Lies.

## Списък с песните

### Оригинален траклист
1. Sister – 3:26
2. Eleven Out of Ten – 3:37
3. So What – 3:12
4. Angel of Mine – 3:43
5. Forever Yours – 3:25
6. Someday – 3:16
7. You Lied – 4:09
8. Feelgood Lies – 3:22
9. No Angel (It's All in Your Mind) – 3:14
10. Takes a Woman to Know – 3:36
11. New Beginning – 4:00
12. Washes Over Me – 4:13
13. Venus – 3:18

### Лимитирано издание
1. Soft Place to Fall (Надя) – 3:26
2. Confession (Люси) – 3:59
3. How Can We Be Friends (Санди) – 3:38
4. Ten Degrees (Ванеса) – 3:25